# Jenő Bayer
Jenő Bayer (Nadfö, 28 marzo 1878 – 16 novembre 1953) è stato un calciatore ungherese, di ruolo centrocampista.
Debutta in Nazionale il 2 ottobre 1902 contro l'Austria, amichevole persa 5-0.